# مرقد ومسجد صدر الدين
مرقد ومسجد صدر الدين هو من مساجد بغداد التراثية القديمة، ويقع في جانب الرصافة من مدينة بغداد، بمنطقة سوق الصدرية، في حي الجمهورية، ويحتوي على حرم مصلى مهدم، ولقد بني في عام 671هـ/1272م، وفيه مرقد الشيخ صدر الدين محمد، ولقد جرى ترميمهُ وتجديدهُ من قبل محمد ياسين الجنابي في عام 1371هـ/1951م، والمسجد تقام فيهِ الصلوات الخمس.